# Диула
Диула е нигер-конгоански език, говорен от около 2 500 000 души в Буркина Фасо, Кот д'Ивоар, Мали.